# Cmentarz żydowski w Kole
Cmentarz żydowski w Kole – niezachowany do dzisiaj cmentarz żydowski w Kole. Znajdował się między ulicą 3 Maja a rzeką Wartą, na terenie osiedla Płaszczyzna. Teraz to teren ogrodzony – z tyłu Miejskiego Domu Kultury, aż do ulicy Słowackiego i Placu Narutowicza.

## Historia
Cmentarz został założony około 1550 roku. Ostatni pochówek miał miejsce w 1939 roku, po zajęciu miasta okupanci zakazali chować na nim zmarłych.
Zniszczenia cmentarza dokonali niemieccy okupanci w czasie II wojny światowej. Następnie kirkut stał się zaniedbaną ruiną, ponieważ nikt się nim nie zajmował. W 1970 roku administrację nad cmentarzem przejęły władze powiatowe.
W latach 70. XX wieku na terenie cmentarza próbowano otworzyć odkryty basen. Wskutek działań Eliasza Zajde wykopane przez budowlańców kości zebrano i przewieziono na cmentarz żydowski w Szczecinie. Z powodu protestów środowisk żydowskich oraz braku funduszy budowy basenu nie ukończono.
Tablica pamiątkowa została później zniszczona przez wandali. Przeprowadzono jednak jej rekonstrukcję i znajduje się ona w MDK-u.

## Cmentarz dziś
Od strony parku im. Juliusza Słowackiego znajduje się tablica informacyjna z gwiazdą Dawida i napisem: ,,Cmentarz żydowski. Teren prawnie chroniony. Uszanuj miejsce spoczynku zmarłych”.
Od strony MDK-u usytuowany jest pomnik – mur z cegieł z gwiazdą Dawida. Jest tam także napis: ,,Cmentarz zlikwidowali hitlerowcy w 1940-1943 oraz władze miasta w 1945-1970. Zarząd Miasta Koła. Ziomkostwo Żydów z Izraela.’’ Pomnik ten projektowała Marianna Grabowska (magister sztuki z Koła). Napis został wykonany w języku polskim i hebrajskim. Odsłonięcie pomnika miało miejsce 26 czerwca 1993 roku. Brało w tym udział zarówno duchowieństwo katolickie jak i ówczesne władze miasta.